# 建昌路

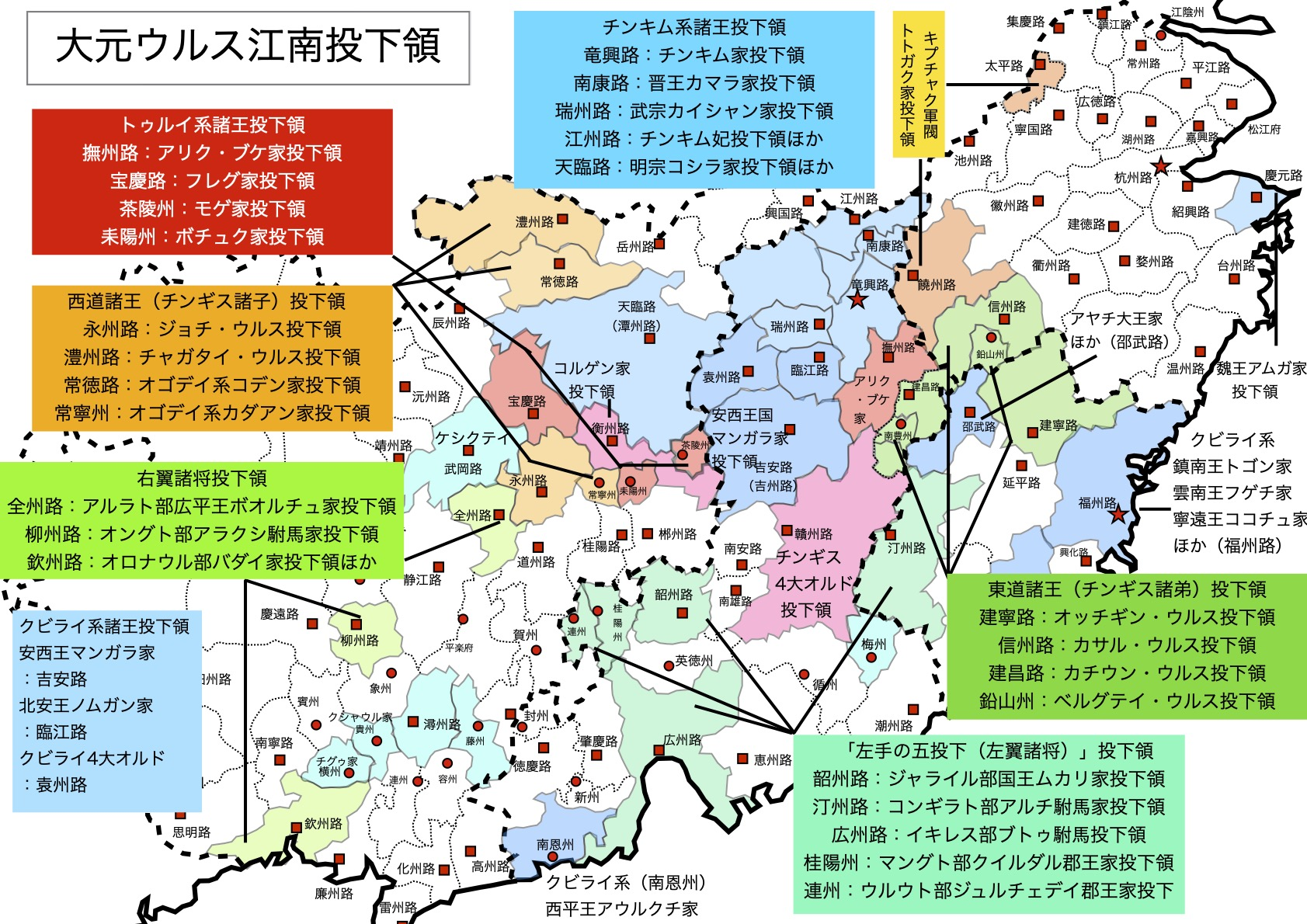
モンゴル時代の江南投下領。建昌路は右に位置する。

建昌路（けんしょうろ）は、中国にかつて存在した路。大元ウルスの時代に現在の江西省撫州市南部一帯に設置された。治所は南城県で、大元ウルスの行政上は江西等処行中書省に属した。
華北の済南路とともに、チンギス・カンの弟のカチウンを始祖とするカチウン・ウルスの投下領であった。

## 歴史
宋代の建昌軍を前身とする。モンゴル帝国第5代皇帝セチェン・カアン（クビライ）によって南宋が平定されると、1281年（至元18年）に建昌路の65,000戸がカチウン王家の投下領として与えられた。1282年（至元19年）にダアリタイ・オッチギンを始祖とするダアリタイ家の投下領とされた南豊県が南豊州に昇格となって独立し、広昌県のみが南豊州を挟んで飛び地となった。以後、南豊州を挟む形で建昌路は元末まで存続する。
朱元璋が明朝を建国すると、建昌路は建昌府と改められた。

## 管轄州県
建昌路には録事司、3県が設置されていた。

### 3県
- 南城県
- 新城県
- 広昌県